# 樟宜机场高架旅客运送车
樟宜机场高架旅客运送车是连接樟宜机场一号、二号、三号航站楼的旅客捷運系統。开始运营于1990年，这是亚洲地区最早的自动引导系统。乘车免费，运行时间是早上6点到次日凌晨1点半。发车间隔一至两分钟，每趟乘客用时约90秒。2008年三号航站楼开业后系统接通至三号航站楼，并将在未来实现24小时全天候运行。各站台设有月台幕門和空调系统。

## 历史
高架旅客运送系统始建于1987年，为配合二号航站楼的开放使用于1990年开始运营，方便了来往一号、二号航站楼之间的旅客及机场工作人员的移动。是亚洲最早的一套自动引导系统。这条单轨不属于新加坡地铁网路，也不是由陆路交通管理局所建设。
2002年2月8日，新加坡地铁樟宜机场站开通后，一号航站楼与地铁之间由高架旅客运送系统连接。这使得从机场到城市中心以及新加坡其他地区之间的路程能节省了大量时间，而且整个系统装配有空调设施，十分舒适方便。
2020年4月起，由于2019冠状病毒病疫情在新加坡境内肆虐，跨境旅客呈断崖式下跌，连接2号航站楼和3号航站楼的两条路线（B站至E站，A站至F站）对所有旅客暂停开放，3号航站楼B站和1号航站楼C站路线、1号航站楼D站和2号航站楼E站路线对转机旅客暂停开放。2020年5月1日，全部线路暂停运行。
2020年11月7日，连接3号航站楼B站和1号航站楼C站的路线恢复运行，但只允许公共旅客搭乘。

## 车站
- 一号航站楼 (T1) 车站C、D
- 二号航站楼 (T2) 车站E、F
- 三号航站楼 (T3) 车站A、A南、B